# 大叶马蓝
大叶马蓝（学名：Pteracanthus grandissimus）为爵床科马蓝属下的一个种。

## 扩展阅读
- 維基物種上的相關：大叶马蓝